# جائزة النمسا الكبرى 1982
جائزة النمسا الكبرى 1982 هو سباق فورمولا 1 أقيم بتاريخ 15 أغسطس 1982 في ستيفن سبيلبرغ، شتايرمارك، النمسا. كان الثالث عشر من أصل 16 في بطولة العالم لسباقات الفورمولا واحد موسم 1982. حلّ الإيطالي إيليو دي انجيليس أولا بينما جاء الفنلندي كيكي روزبرغ في المركز الثاني وحصل على المركز الثالث الفرنسي جاك لافيت.